# Schloss Hungen

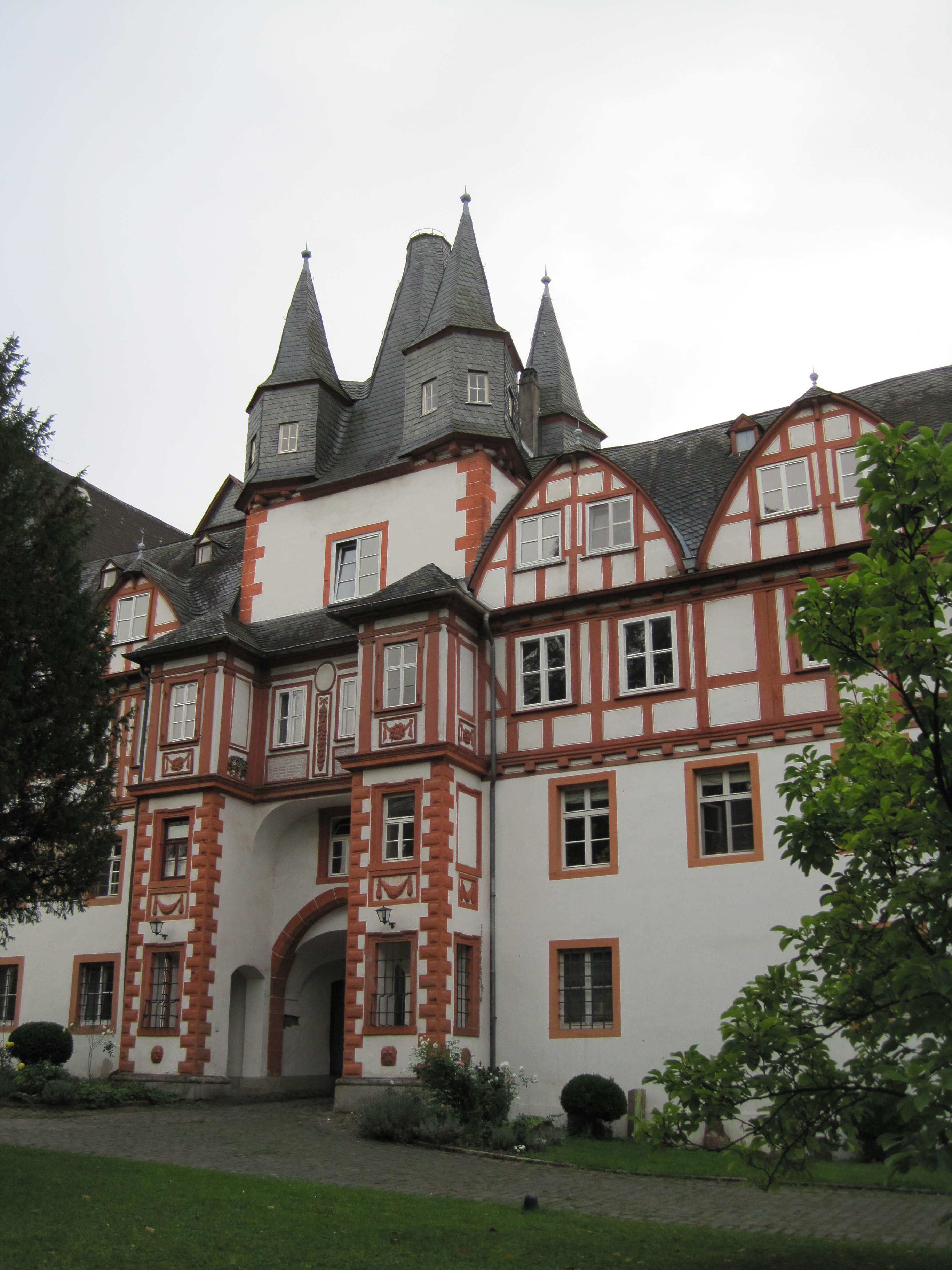
Hungener Schloss

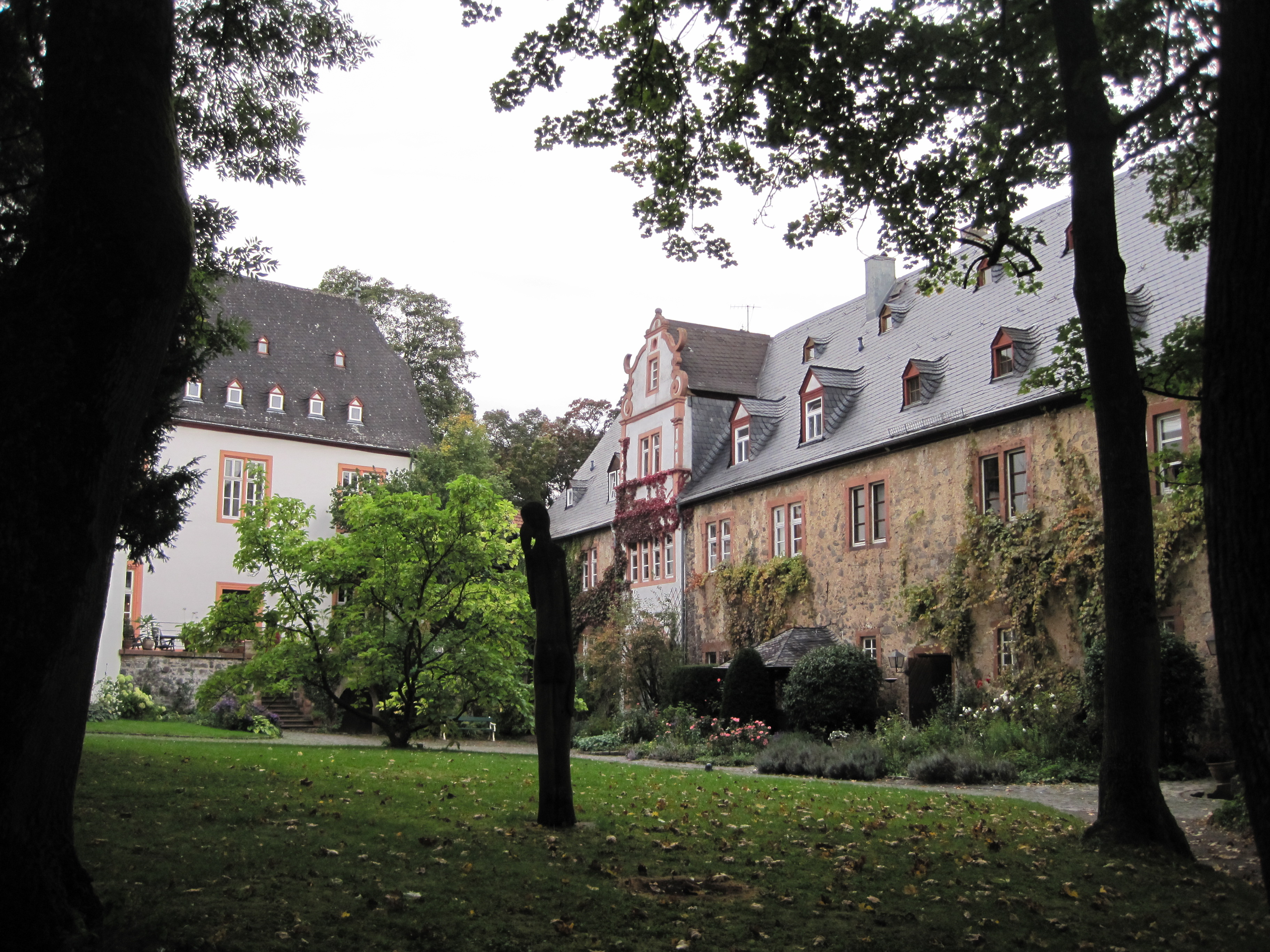
Schlossgarten

Das Schloss Hungen ist ein Schloss im hessischen Hungen im Landkreis Gießen.

## Geschichte
Für das Jahr 1383 ist eine Burganlage in Hungen belegt, die sich im Besitz der Falkensteiner befand. Sie wurde vermutlich errichtet, nachdem Hungen 1361 Stadtrechte zugestanden wurden. 1418 starben die Falkensteiner aus und Teile ihres Besitzes, darunter die Burg in Hungen, fielen an die Grafen von Solms. Um 1455 errichtete Bernhard II. von Solms-Braunfels an dieser Stelle eine größere Burg und verwendete dabei vermutlich Bausubstanz des Vorgängerbaus. Erweitert wurde der Bau etwa 30 Jahre später, 1487–1492, von Bernhard III., bevor auch Graf Philipp das Areal umgestaltete. Er ließ einige Gebäudeteile abreißen und stattdessen unter anderem einen Treppenturm (1574) errichten. 1616 wurden Stadtmauer und Wallanlagen gebaut. Dieser Wall wurde beim Bau der Bahnstrecke Gießen–Gelnhausen durch Hungen durchbrochen.
Während des Zweiten Weltkrieges diente das Schloss dem Institut zur Erforschung der Judenfrage, einer Einrichtung der Hohen Schule der NSDAP, als Sammelstelle für in West-Europa geraubtes jüdisches Kulturgut, insbesondere Bibliotheken. Nach dem Krieg wurde der Komplex als Altenheim und Wohnstätte türkischer Gastarbeiter genutzt.
1974 schenkte der damalige Eigentümer Hans Georg von Oppersdorf das baufällige Schloss – das er 1970 von seinem Schwiegervater Fürst Georg Friedrich zu Solms-Braunfels geerbt hatte – einer Eigentümergemeinschaft, die die Gebäude restaurierte. Zum Tag des offenen Denkmals 2014 wurde das Schloss vierzig Jahre nach der Schenkung der Öffentlichkeit erneut vorgestellt.